# Ken Gernander
Kenneth Robert "Ken" Gernander, född 30 juni 1969, är en amerikansk ishockeytränare och före detta professionell ishockeyforward som tillbringade tre säsonger i den nordamerikanska ishockeyligan National Hockey League (NHL), där han spelade för ishockeyorganisationen New York Rangers. Han producerade fem poäng (två mål och tre assists) samt drog på sig sex utvisningsminuter på tolv grundspelsmatcher. Gernander spelade även på lägre nivåer för Moncton Hawks, Binghamton Rangers och Hartford Wolf Pack i American Hockey League (AHL), Fort Wayne Komets i International Hockey League (IHL) och Minnesota Golden Gophers (University of Minnesota) i National Collegiate Athletic Association (NCAA).
Han draftades i femte rundan i 1987 års draft av Winnipeg Jets som 96:e spelare totalt.
Gernander är svåger till ishockeyspelaren Trent Klatt som spelade 13 säsonger i NHL. Under en slutspelsmatch för säsongen 1996–1997 tacklade Klatt Gernander så illa att Gernander åkte på hjärnskakning och ådrog sig en axelskada. Klatt ringde honom dock dagen därpå och bad om ursäkt för det som hände. Efter sin aktiva spelarkarriär fortsatte Gernander att vara anställd inom New York Rangers, först var han assisterande tränare (2005–2007) och sen tränare (2007–2017) för deras farmarlag, Hartford Wolf Pack och Connecticut Whale.

## Statistik
| 1985–1986   | Greenway High School     |             | 23  | 14  | 23  | 37  | —   | —   | —  | —  | —  | —  |
| 1986–1987   | Greenway High School     |             | 26  | 35  | 34  | 69  | —   | —   | —  | —  | —  | —  |
| 1987–1988   | Minnesota Golden Gophers | NCAA        | 44  | 14  | 14  | 28  | 14  | —   | —  | —  | —  | —  |
| 1988–1989   | Minnesota Golden Gophers | NCAA        | 44  | 9   | 11  | 20  | 2   | —   | —  | —  | —  | —  |
| 1989–1990   | Minnesota Golden Gophers | NCAA        | 44  | 32  | 17  | 49  | 24  | —   | —  | —  | —  | —  |
| 1990–1991   | Minnesota Golden Gophers | NCAA        | 44  | 23  | 20  | 43  | 24  | —   | —  | —  | —  | —  |
| 1991–1992   | Fort Wayne Komets        | IHL         | 13  | 7   | 6   | 13  | 2   | —   | —  | —  | —  | —  |
|             | Moncton Hawks            | AHL         | 43  | 8   | 18  | 26  | 9   | 8   | 1  | 1  | 2  | 2  |
| 1992–1993   | Moncton Hawks            | AHL         | 71  | 18  | 29  | 47  | 20  | 5   | 1  | 4  | 5  | 0  |
| 1993–1994   | Moncton Hawks            | AHL         | 71  | 22  | 25  | 47  | 12  | 19  | 6  | 1  | 7  | 0  |
| 1994–1995   | Binghamton Rangers       | AHL         | 80  | 28  | 25  | 53  | 24  | 11  | 2  | 2  | 4  | 6  |
| 1995–1996   | New York Rangers         | NHL         | 10  | 2   | 3   | 5   | 4   | 6   | 0  | 0  | 0  | 0  |
|             | Binghamton Rangers       | AHL         | 63  | 44  | 29  | 73  | 38  | —   | —  | —  | —  | —  |
| 1996–1997   | New York Rangers         | NHL         | —   | —   | —   | —   | —   | 9   | 0  | 0  | 0  | 0  |
|             | Binghamton Rangers       | AHL         | 46  | 13  | 18  | 31  | 30  | —   | —  | —  | —  | —  |
| 1997–1998   | Hartford Wolf Pack       | AHL         | 80  | 35  | 28  | 63  | 26  | 12  | 5  | 6  | 11 | 4  |
| 1998–1999   | Hartford Wolf Pack       | AHL         | 70  | 23  | 26  | 49  | 32  | 7   | 1  | 2  | 3  | 2  |
| 1999–2000   | Hartford Wolf Pack       | AHL         | 79  | 28  | 29  | 57  | 24  | 23  | 5  | 5  | 10 | 0  |
| 2000–2001   | Hartford Wolf Pack       | AHL         | 80  | 22  | 27  | 49  | 39  | 2   | 0  | 0  | 0  | 0  |
| 2001–2002   | Hartford Wolf Pack       | AHL         | 75  | 18  | 31  | 49  | 19  | 10  | 1  | 3  | 4  | 4  |
| 2002–2003   | Hartford Wolf Pack       | AHL         | 72  | 17  | 19  | 36  | 22  | 2   | 0  | 0  | 0  | 0  |
| 2003–2004   | New York Rangers         | NHL         | 2   | 0   | 0   | 0   | 2   | —   | —  | —  | —  | —  |
|             | Hartford Wolf Pack       | AHL         | 77  | 12  | 19  | 31  | 28  | 16  | 3  | 4  | 7  | 2  |
| 2004–2005   | Hartford Wolf Pack       | AHL         | 66  | 5   | 8   | 13  | 18  | 6   | 1  | 0  | 1  | 0  |
| NHL totalt  | NHL totalt               | NHL totalt  | 12  | 2   | 3   | 5   | 6   | 15  | 0  | 0  | 0  | 0  |
| AHL totalt  | AHL totalt               | AHL totalt  | 973 | 293 | 331 | 624 | 341 | 123 | 26 | 29 | 55 | 20 |
| NCAA totalt | NCAA totalt              | NCAA totalt | 176 | 78  | 62  | 140 | 64  | —   | —  | —  | —  | —  |

### Internationellt
| Källa:        | Källa:        | Källa:        |         | Utv = Utvisningsminuter | Utv = Utvisningsminuter | Utv = Utvisningsminuter | Utv = Utvisningsminuter | Utv = Utvisningsminuter |
| År            | Lag           | Mästerskap    | Matcher | Mål                     | Assists                 | Poäng                   | Utv                     |                         |
| ------------- | ------------- | ------------- | ------- | ----------------------- | ----------------------- | ----------------------- | ----------------------- | ----------------------- |
| 1999          | USA           | VM            | 3       | 0                       | 1                       | 1                       | 0                       |                         |
| Senior totalt | Senior totalt | Senior totalt | 3       | 0                       | 1                       | 1                       | 0                       |                         |